# Koningin Elisabethwedstrijd 2005
De Koningin Elisabethwedstrijd 2005 vond plaats in Brussel van 1 tot 28 mei 2005. Het was een sessie voor violisten tot 27 jaar oud, waarvoor zich 133 kandidaten (83 vrouwen, 50 mannen) inschreven van 37 verschillende nationaliteiten. Er waren zeven Belgische kandidaten (waarvan er één afzegde voor de wedstrijd) en zes Nederlandse. Japan was het best vertegenwoordigd met 18 kandidaten.

## Verloop

### Halve finales
Na de voorronde bleven 24 halvefinalisten over. De halve finales werden gespeeld van 9 tot 14 mei. Daarin moesten de kandidaten naast een concerto van Wolfgang Amadeus Mozart onder meer ook een verplicht werk van een Belgisch componist spelen: "I quattro elementi" op. 3 - Trilogie voor viool en piano van Hans Sluijs (geboren op 2 augustus 1969 te Antwerpen). Dit werk had de SABAM-prijs gekregen in de compositiewedstrijd voor Belgische componisten 2004.

### Finalisten
Na de halve finales bleven twaalf finalisten over:
- Alena Baeva, Rusland
- Yossif Ivanov, België
- Sophia Jaffé, Duitsland
- Andreas Janke, Duitsland
- Sergej Chatsjatrian, Armenië
- Hyuk Yoo Kwun, Zuid-Korea
- Saeka Matsuyama, Japan
- Keisuke Okazaki, Japan
- Mikhail Ovrutsky, VS
- Antal Szalai, Hongarije
- Kyoko Yonemoto, Japan
- Dan Zhy, China

De finales werden gespeeld van 23 tot 28 mei; in de week die daaraan voorafging moesten de finalisten op afzondering gaan en konden ze het verplicht werk voor de finale instuderen, een compositie voor viool en orkest dat de prijs voor compositie 2004 had gewonnen: "Obscuro Etiamtum Lumine" van de in Italië verblijvende Mexicaan Javier Torres Maldonado (geboren in 1968 te Chetumal). Daarnaast moest elke finalist ook een sonate voor viool en piano en een vioolconcerto naar keuze spelen.

## Einduitslag
De einduitslag luidde als volgt:
- 1ste prijs (20.000 €): Sergey Khachatryan (Armenië)
- 2de prijs (17.500 €): Yossif Ivanov (België)
- 3de prijs (15.000 €): Sophia Jaffé (Duitsland)
- 4de prijs (10.000 €): Saeka Matsuyama (Japan)
- 5de prijs (8000 €): Mikhail Ovrutsky (USA)
- 6de prijs (7000 €): Hyuk Joo Kwun (Zuid-Korea)

De overige zes finalisten werden als "laureaat" geklasseerd zonder verdere rangschikking; zij kregen elk 4000 €. Naast de geldprijzen kregen de winnaars ook aanbiedingen voor concertoptredens en CD-opnames (voor de 1ste en 2de prijs), en kreeg de winnaar ook gedurende vier jaar de "Huggins" viool in bruikleen van de Nippon Music Foundation; dit is een Stradivarius-viool uit 1708.
De tweede plaats van Yossif Ivanov was het beste resultaat voor een Belg ooit in deze wedstrijd. Hij werd geboren op 18 juli 1986 en zijn vader, Dimitri Ivanov, is concertmeester bij de Filharmonie in Antwerpen.